# شانتل لوبی
شانتل لوبی (فرانسوی: Chantal Lauby‎؛ زادهٔ ۲۳ مارس ۱۹۴۸) هنرپیشه، کارگردان فیلم، فیلم‌نامه‌نویس، مجری تلویزیون اهل فرانسه است. وی از سال ۱۹۷۹ میلادی تاکنون مشغول فعالیت بوده‌است.
از فیلم‌ها یا برنامه‌های تلویزیونی که وی در آن نقش داشته‌است می‌توان به استریکس و اوبلیکس: مأموریت کلئوپاترا، عروسی‌های سریال، عروسی‌های سریال ۲ و نیمکت‌های پارک اشاره کرد.